# 常泉院 (文京区)
常泉院（じょうせんいん）は、東京都文京区にある真言宗豊山派の寺院。

## 歴史
1627年（寛永4年）、卓圍によって開山された。元々は後楽園の辺りに位置していたが、水戸藩江戸上屋敷建設のため、現在地に移転した。
1923年（大正12年）の関東大震災では、ほとんど被害が無かったが、1945年（昭和20年）の東京大空襲では、納骨堂以外はことごとく焼失した。

## 寺宝等
- 両部大日如来像（本尊）
- 大聖歓喜天像
- 阿弥陀如来坐像
- 弘法大師坐像
- 地蔵菩薩立像

## 墓所
- 岡田宣純（儒学者）
- 菊池南汀（水戸藩士・儒学者）[3]
- 菊池南洲（水戸藩士・儒学者、南汀の子）[4]
- 山中政次郎（侠客）
- 六代目朝寝坊むらく（落語家）
- 林田春潮（美術評論家）
- 森崎信（教育者）
- 小島烏水（登山家）
- 桶谷繁雄（金属学者、評論家）
- 檜山義夫（水産学者）

## 交通アクセス
- 後楽園駅6番出口より徒歩8分（経路案内）。